# Sedlo pod Kojšovou
Sedlo pod Kojšovou (690 m) – przełęcz w tzw. Luczańskiej części Małej Fatry na Słowacji. Znajduje się w północno-zachodniej grani Minčola pomiędzy szczytami Javorina (ok. 1020 m) i Kojšová (747 m). Zachodnie stoki przełęczy opadają do doliny potoku w miejscowości Stráňavy, wschodnie do doliny potoku Javorina w miejscowości Strečno. Rejon przełęczy jest porośnięty lasem. Przez przełęcz prowadzi szlak turystyczny.

## Szlak turystyczny
Stráňavy – Sedlo pod Kojšovou – Strečno, pod hradom